# Thébaol
 (octobre 2024).
Le thébaol, α-thébaol, ou 3,6-diméthoxy-4-phénanthrénol est un composé chimique tricyclique. C'est un constituant de l'opium.